# 宗教的分離
宗教的分離（しゅうきょうてきぶんり）とは、宗教により人々が分離されることである。
用語は、明白か曖昧かにかかわらず、規則から発生する分離や、宗教に基づいた社会現象の場合にも適用される。
これに似た宗教的アパルトヘイトでは、人々が宗教によって分離された社会現象となった。

## 北アイルランド
2012年、アメリカ合衆国の外交専門の雑誌「フォーリン・ポリシー」が下記のように報告した。
「ピースウォールズ」と呼ばれるカトリックとプロテスタントの居住区を分離する壁の数は、1994年の最初の停戦以来、急激に増加している。アルスター大学によって行われた最近の調査によれば、この地域のほとんどの人々は、壁を除くことを考えていない。住宅と教育においては、北アイルランドは、この惑星のいかなる場所でも最も分離されている地域のうちの1つのままである。カトリック教徒とプロテスタント教徒共通の学校に通うのは、10人の子供のうち1人未満である。この様子では、暴力が行われていないが、相変わらず事態が落ち着いていない。

## ボスニア・ヘルツェゴビナ
ガーディアンのジョナサン・スティールは、ボスニア・ヘルツェゴビナが「頼り、抑えられ、分離された政体」であると主張する。彼の見解では、ボスニア・ヘルツェゴビナ上級代表の下にあるボスニアの国連による管理（彼はこれを「国連に支持された豊富な帝国主義」と評する）が、「服従関係が市民社会を抑え、国際的なサラリーマン階級が、戦争で負傷し、地元で失業している地元住民に威張る、目立った金融的分離」を生み出している。

## イラン
イスラム教は、イランの公式な宗教であり、この国は聖職者、アーヤトッラーに主導される神権政治である。イランは、公式的に習慣により、ズィンミーの身分に非ムスリム一神教を託している。米国国務省は、イランの宗教的信念に基づく監禁、迷惑、脅迫、差別の報告書」を確認した。
バハイ法のためのムスリム・ネットワークは、宗教により、大学でバハイ教徒の学生を追い出していることを報告した。タイムズ高等教育によれば、バハーイーの教育者は、イランの大学で教えるためには、彼らの教えを裏切ることが要求される。バハイ教は、イランの憲法の「承認された少数派宗教」にはない。ムハンマドが、人類のもとへ現れた最後のメッセンジャーだと考える場合、バハイ教の教えはイスラム教の教えに矛盾しており、バハイ教徒（バハーウッラー）は、イランでは背教者として考えられる。
イラン・イスラーム共和国における人権を参照。

## サウジアラビア

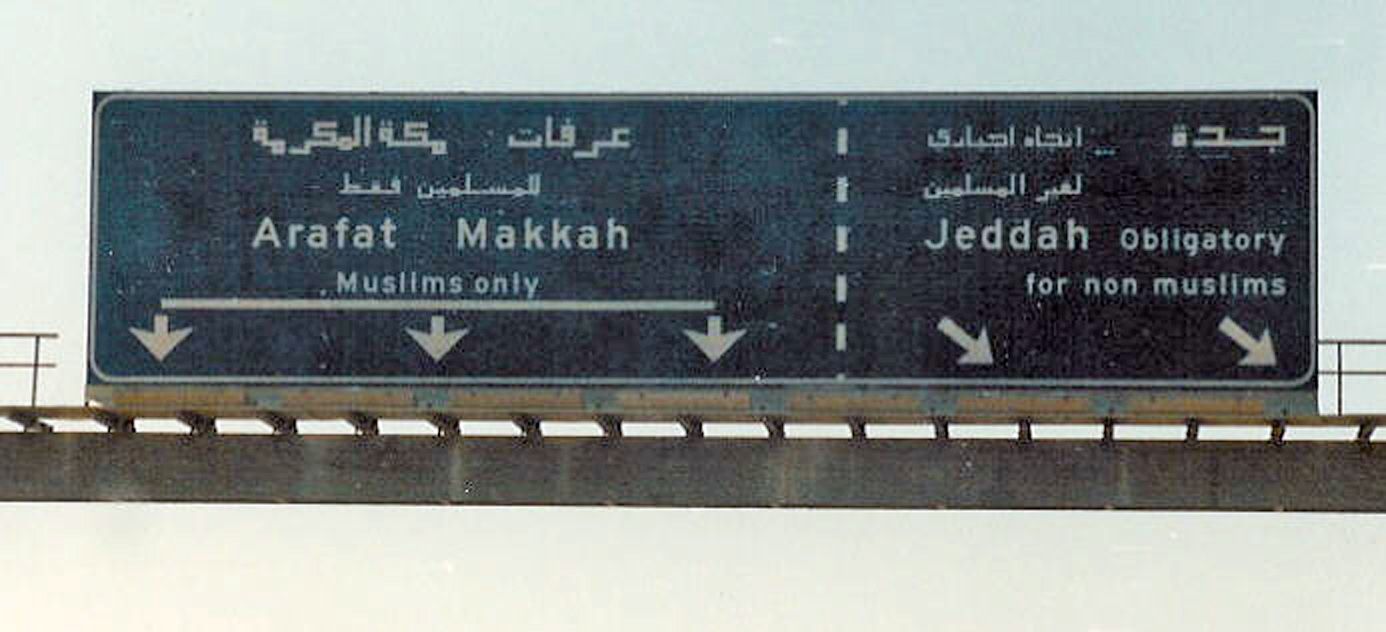
メッカへ向かうハイウェイにある道路標識には、一方向には「ムスリムのみ」、もう一方には「ムスリム以外は義務的」と書かれている。ムスリム以外がメッカへ向かうのを妨げるため、勧善懲悪委員会と呼ばれる宗教警察が主要道路に配置されている

2004年3月1日に先立ち、公式サウジ政府ウェブサイトでは、ユダヤ人が入国することを禁じると述べられたが、実際に実行には至らなかった。
聖地メッカでは、ムスリムのみが許可されている。ムスリム以外は、メッカを通ったり旅行することはできない。ムスリム以外がメッカに入ることを試みると、罰金を支払わなければならない場合がある。また、メッカ内で発覚した場合は、追放される。
聖地マディーナでは、ムスリムとムスリム以外の両方が許可されている。例外として、預言者のモスクで、ムスリム以外は予言者の広場に入る。

## シリア
シリアは現在、少数のアラウィー派に統治され、人口のわずか14%のみが政治、国のビジネス、軍をコントロールしている。スンニ派の大多数は、政府または軍において、発言権をほとんど持っていない。

その他の例：イスラーム教徒による宗教的迫害。

## アメリカ合衆国
アメリカには多くに分離した宗教団体や宗派がある。アーミッシュと超正統派は最も顕著である。これらの宗教団体は、より広い社会からそれら自身を分離し、並行して成長し続けており、新しい転換ではなく、グループの発展に頼っている。